# Catherine Skinner
Catherine Skinner OAM (* 11. Februar 1990 in Mansfield) ist eine australische Sportschützin und Olympiasiegerin.

## Leben

### Jugend und Ausbildung
Catherine Skinner besuchte die Mansfield Primary School und anschließend die Firbank Grammar sowie die Mansfield Secondary School. Von 2008 bis 2015 studierte sie Chemieingenieurwesen an der RMIT University in Melbourne.

### Sportliche Laufbahn
Skinner begann bereits mit zwölf Jahren mit dem Schießen. 2006 nahm sie erstmals an einem Wettbewerb der International Shooting Sport Federation (ISSF) teil und schoss bei den Junioren-Weltmeisterschaften in Zagreb. 2010 gewann sie eine Silbermedaille bei den Weltmeisterschaften in München, es folgten bei verschiedenen Wettbewerben weitere Medaillen. Im Jahr 2013 wurde sie zur australischen Sportschützin des Jahres gewählt.
Bei den Olympischen Sommerspielen 2016 in Rio de Janeiro wurde sie Olympiasiegerin im Trap.
Für ihre Verdienste um den Sport als Goldmedaillengewinnerin bei den Olympischen Spielen 2016 wurde sie 2017 mit der Medaille des Order of Australia ausgezeichnet.
Sie hat ihren Wohnsitz in Melbourne.